# 타케우치 준코
타케우치 준코(일본어: 竹内 順子 다케우치 준코[*], 1972년 4월 5일 ~ )는 일본의 여성 성우이다.혈액형은 B형. 출신지는 사이타마현이며 소속은 OGIPRO THE NEXT 과 극단 BQ MAP.

## 출연작
굵은 글씨는 주역 메인캐릭터

### TV 애니메이션
1997년
- 꿈의 크레용 왕국 (스톤스톤)

1998년
- 비스트 워즈 II (문)

1999년
- 비스트 워즈 네오 (브레익)
- 디지몬 어드벤처 (고마몬(쉬라몬))
- 헌터 X 헌터 (곤 프릭스)
- 메다로트 (메타비)

2000년
- 유희왕 듀얼몬스터즈 (카이바 모쿠바)

2001년
- 닥터 링에게 물어봐 (텐신 / 코니시 유에)
- 행복한 세상의 족제비 (이스미)

2002년
- 나루토 (우즈마키 나루토)
- 디지몬 프론티어 (칸바라 타쿠야)
- 데빌 칠드런 (크로셀)

2004년
- 불새 (나기)
- 메이저 (오카무라 이치로 (김일식))

2005년
- 부탁해요 마이 멜로디 (쿠로미 / 피아노 (히츠지))

2006년
- 두 사람은 프리큐어 Splash Star 호시노 켄타 (김찬우)
- 가정교사 히트맨 REBORN! 어린 람보 (안영미)
- 오란고교 호스트부 타카오지 시로

2007년
- 나루토 질풍전 (우즈마키 나루토 / 아카마루)
- Yes! 프리큐어5 (나츠키 린 & 큐어 루즈)

2008년
- 이나즈마 일레븐 (엔도 마모루)
- Yes! 프리큐어5 GoGo! (나츠키 린 & 큐어 루즈)

2009년
- 쥬얼 펫 (민트 / 타타 / 토르 / 라피스 / 도 마녀)
- 완소! 퍼펙트 반장 (켄자키 레이 (시인))

2010년
- 쥬얼펫 트윙클 (토루)

2011년
- 이나즈마 일레븐 GO (엔도 마모루)
- 원피스 (애니메이션) (어린 사보)
- 검볼 (검볼 워터슨)

### OVA
1997년
- 베이비 러브 세토 코하루

2002년
- 헌터X헌터 OVA 곤 프릭스

### 극장판
2007년
- 극장판 Yes! 프리큐어5 극장판 - 거울나라의 미라클 대모험! - (나츠키 린 & 큐어 루즈)

2008년
- 극장판 Yes! 프리큐어5 GoGo 극장판 - 과자 나라의 해피 버스데이 ♪ - (나츠키 린 & 큐어 루즈)

2009년
- 극장판 프리큐어 올스타즈 DX - 모두 친구,기적의 전원 대집합! - (나츠키 린 & 큐어 루즈)

2010년
- 이나즈마 일레븐 극장판 - 최강군단 오우거의 습격 - (엔도 마모루, 엔도 카논)
- 극장판 프리큐어 올스타즈 DX2 - 희망의 빛 레인보우 쥬얼을 지켜라! - (나츠키 린 & 큐어 루즈)

2011년
- 극장판 프리큐어 올스타즈 DX3 - 미래에 닿아라! 세계를 잇는☆무지개빛 꽃 - (나츠키 린 & 큐어 루즈)

### 비디오 게임
- 쿠키런: 킹덤 - (용감한 쿠키)